# زينب هانم أفندي
زينب هانم أفندي هي أصغرُ بنات محمد علي باشا والي مصر ومؤسس الأسرة العلوية. ولدت في حدود عام 1244هـ في القاهرة، ووالدتها شمع نور قادين أفندي من محاظي محمد علي باشا، وهي جركسية الأصل.
تزوجت يوسف كامل باشا في عام 1264هـ، وأقيمت لها الأفراح في مصر إلى الدرجة التي لم يسبق لها مثيل، وكان زفافها في سراي الأزبكية. ولما توفي محمد علي، وتولى عباس باشا حكومة مصر، واشتدت البغضاء بينه وبين الأمراء «المورهليين»: باقي بك، وسامي باشا، وكامل باشا، وسائر العائلة الخديوية، اضطروا للهجرة من مصر.

## هجرتها مع زوجها
هاجرت زينب مع زوجها كما هاجرت أختها الكبرى الأميرة نازلي هانم أفندي إلى الآستانة، وذلك في حدود سنة 1268هـ، فأكرمت الدولة العلية مثوى الجميع، وتقلب كامل باشا في مناصب الدولة حتى صار صدرًا أعظم في مدة السلطان عبد العزيز، ثم توفي في حدود التسعين. وبقيت زينب في الآستانة في منزلها الكائن في ميدان السلطان بايزيد ومنزله الساحلي في بيتك الشهير داخل الخليج القسطنطيني.

## وفاتها
توفيت في ربيع سنة 1302هـ، ودفنت في مدفنها الخصوصي خارج «أسكدار»، في الموقع المعروف بقراجه أحمد سلطان، وكان لوفاتها وجنازتها شأن عظيم في عموم الآستانة.